# Fritzlar
Fritzlar je město v Německu, v severním Hesensku, asi 30 km jihozápadně od Kasselu a asi 160 km severně od Frankfurtu. Leží v úrodné krajině na severním břehu řeky Eder a má asi 15 tisíc obyvatel. Vzniklo kolem kláštera, založeného svatým Bonifácem v 8. století jako jedno z prvních křesťanských sídel v Německu. Má dobře zachované historické jádro s románským dómem svatého Petra a několika dalšími kostely, s mnoha hrázděnými domy a hradbami.

## Historie

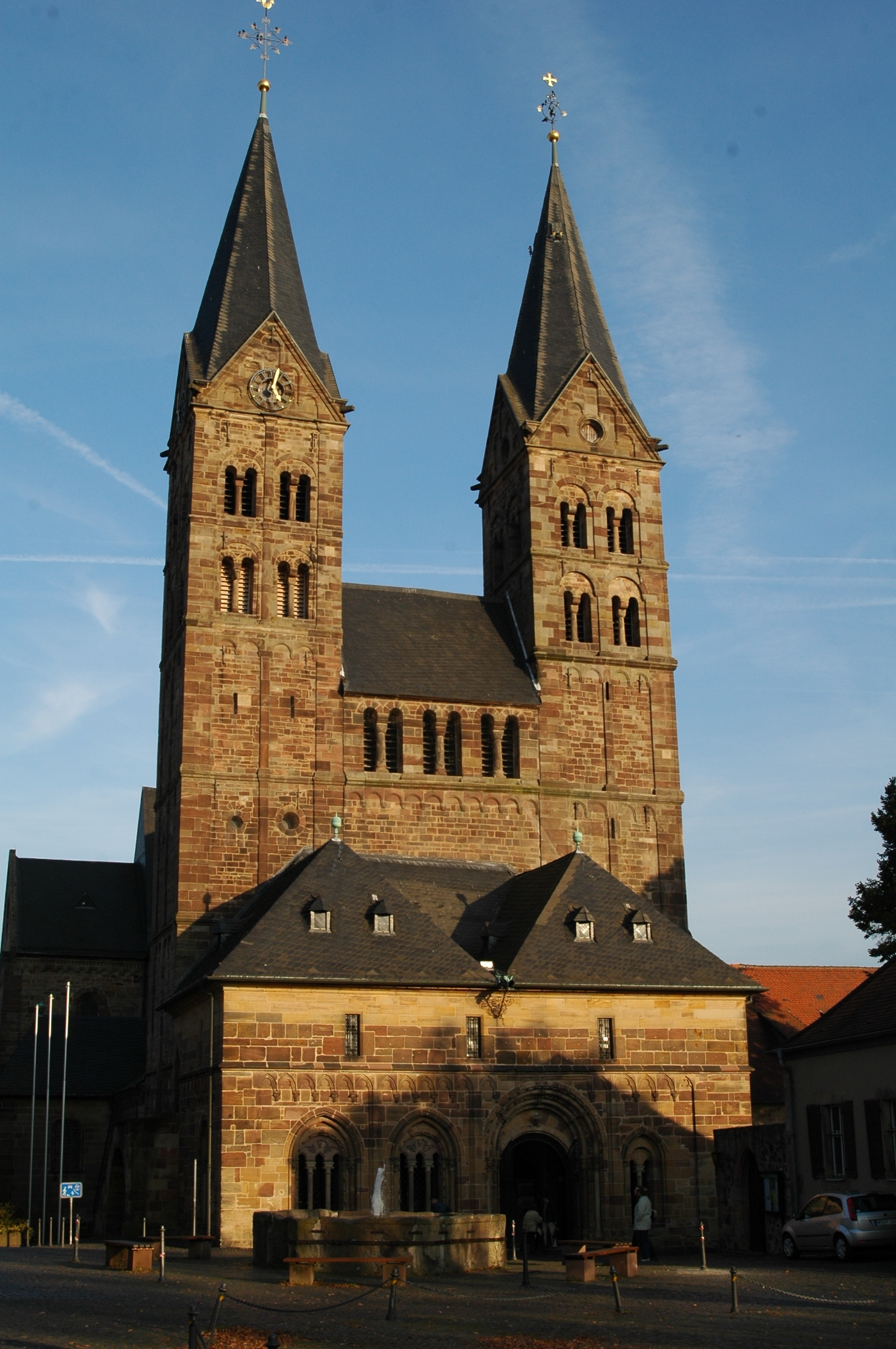
Dóm od západu

Roku 724 založil svatý Bonifác, misionář Německa, klášter benediktinů a postavil na místě dnešního dómu první kostel. Karel Veliký na křižovatce obchodních cest vybudoval hrad a věnoval klášteru roku 782 rozsáhlé pozemky, na nichž brzy začalo vznikat město. Roku 1105 byl klášter přeměněn na kapitulu, zrušenou teprve roku 1803. Na hradě se konalo mnoho říšských sněmů a roku 919 zde byl zvolen císařem saský vévoda Jindřich I. Ptáčník, čímž skončilo nepřátelství mezi největšími germánskými kmeny Franků a Sasů, k nimž se brzy přidal i švábský vévoda Burckhart, kdežto bavorského vévodu Arnulfa musel Jindřich roku 921 porazit vojensky. Tak vznikla ve Fritzlaru středověká Říše římská německého národa, jež trvala až do napoleonských válek.
Roku 1079 věnoval císař Jindřich IV. Fritzlar arcibiskupům mohučským, takže město i za reformace zůstalo převážně katolické a dostalo se v protestantském Hesensku do izolace. Už roku 1079 je dobyli a vyplundrovali Sasové a v letech 1085 až 1118 byl postaven nový a větší kostel, v letech 1185 až 1200 přestavěný do téměř současné podoby. V téže době bylo město obklopeno první hradbou, ale už 1232 je dobyl a zpustošil durynský hrabě Konrád. Mohučský arcibiskup je rychle obnovil a posílil hradby mohutnými věžemi. Počátkem 13. století se ve městě usadili františkáni, jejichž gotický kostel slouží dnes protestantům. Za reformace byli františkáni vypuzeni, ale vrátili se 1615 spolu s jezuity. Za třicetileté války a za francouzsko-německých válek v 18. století město několikrát utrpělo, a když byla roku 1803 v Německu zrušena všechna církevní knížectví, byl Fritzlar připojen ke kurfiřtství Hesen-Kassel a roku 1866 k Prusku.
Roku 1884 byl napojen na lokální železnici. V současnosti je Fritzlar střediskem obchodu a služeb pro bližší okolí, s řadou škol, nemocnicí a početnou posádkou letectva.

## Doprava
Fritzlar leží na dálnici A49 Kassel–Marburg a na třech spolkových silnicích, lokální dráha vede do Wabernu, odkud je dálkové spojení do Kasselu a Frankfurtu. S Kasselem jej spojují i expresní autobusy, které jednou denně odjíždějí i do Berlína.

## Pamětihodnosti
Obraz historického města určují honosné hrázděné domy ze 14. až 17. století, velmi dobře zachované hradby a městu vévodí románská basilika svatého Petra.
- Téměř úplné kamenné hradby s tuctem věží a zbytky bran.
- Radnice, poprvé zmíněná k roku 1109,
- Dóm svatého Petra, románská kamenná basilika se dvěma věžemi v průčelí, s kryptou a se západní předsíní z let 1085-1115, přestavěná koncem 12. století.
- Městský, původně františkánský kostel, gotická hala z roku 1244.
- Svatební dům, hrázděná stavba ze 16. století

## Galerie

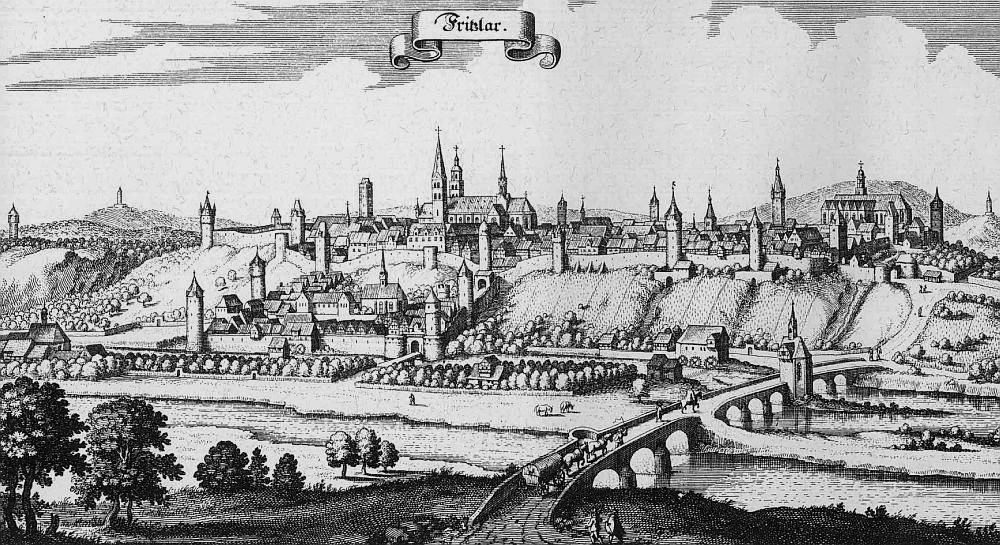
M. Merian: Fritzlar 1655
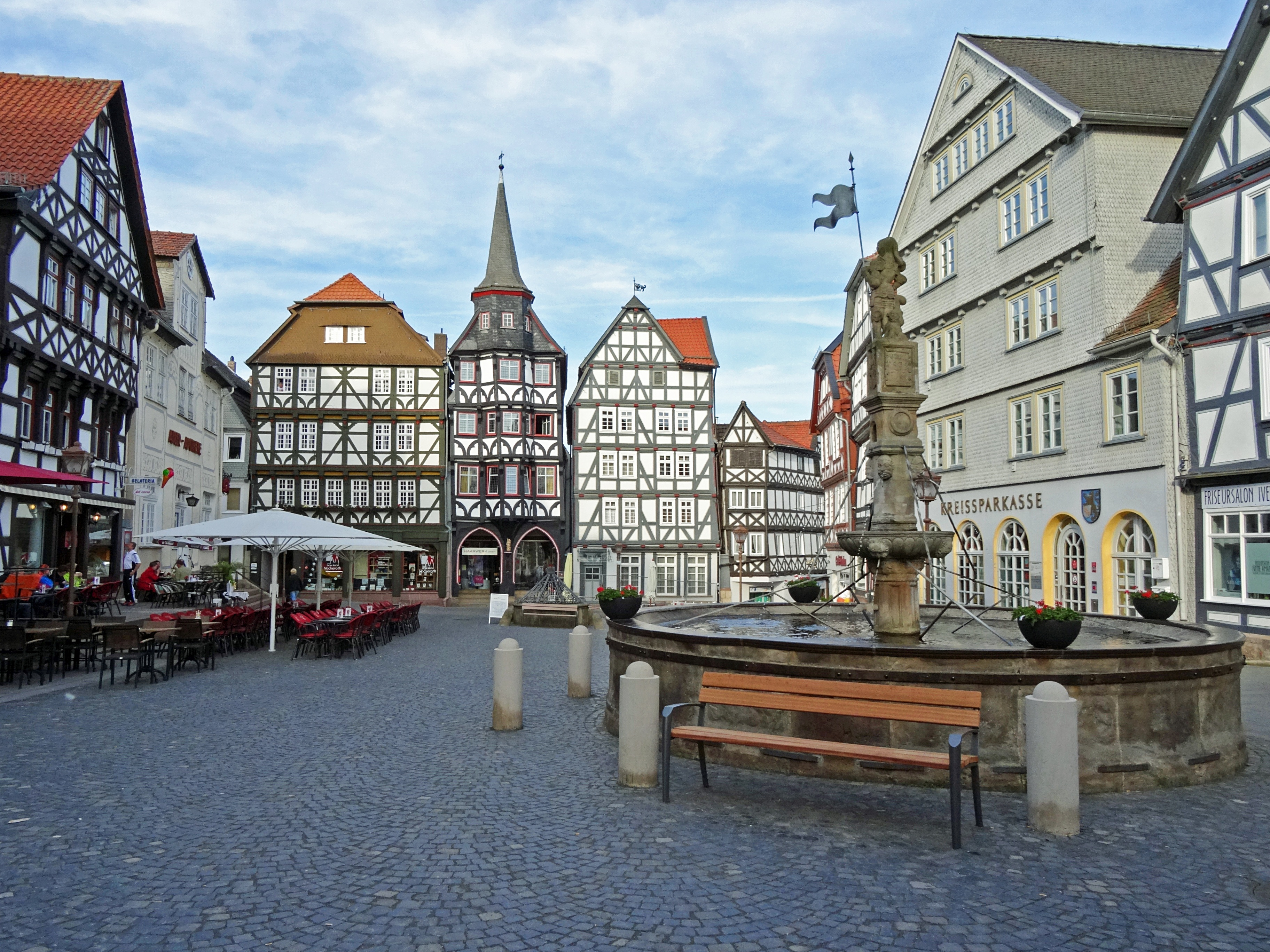
Náměstí, uprostřed Dům obchodníků
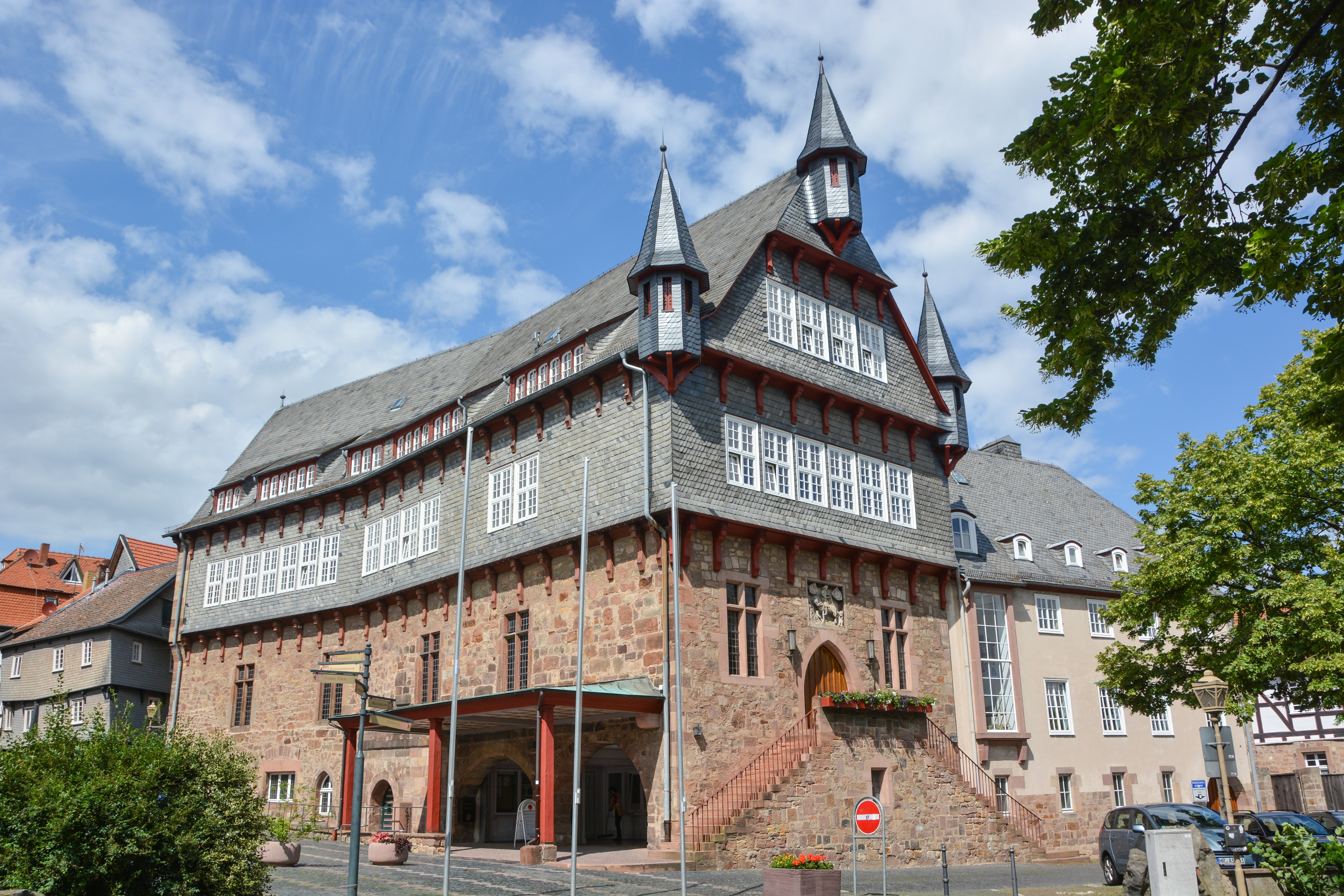
Radnice od JZ
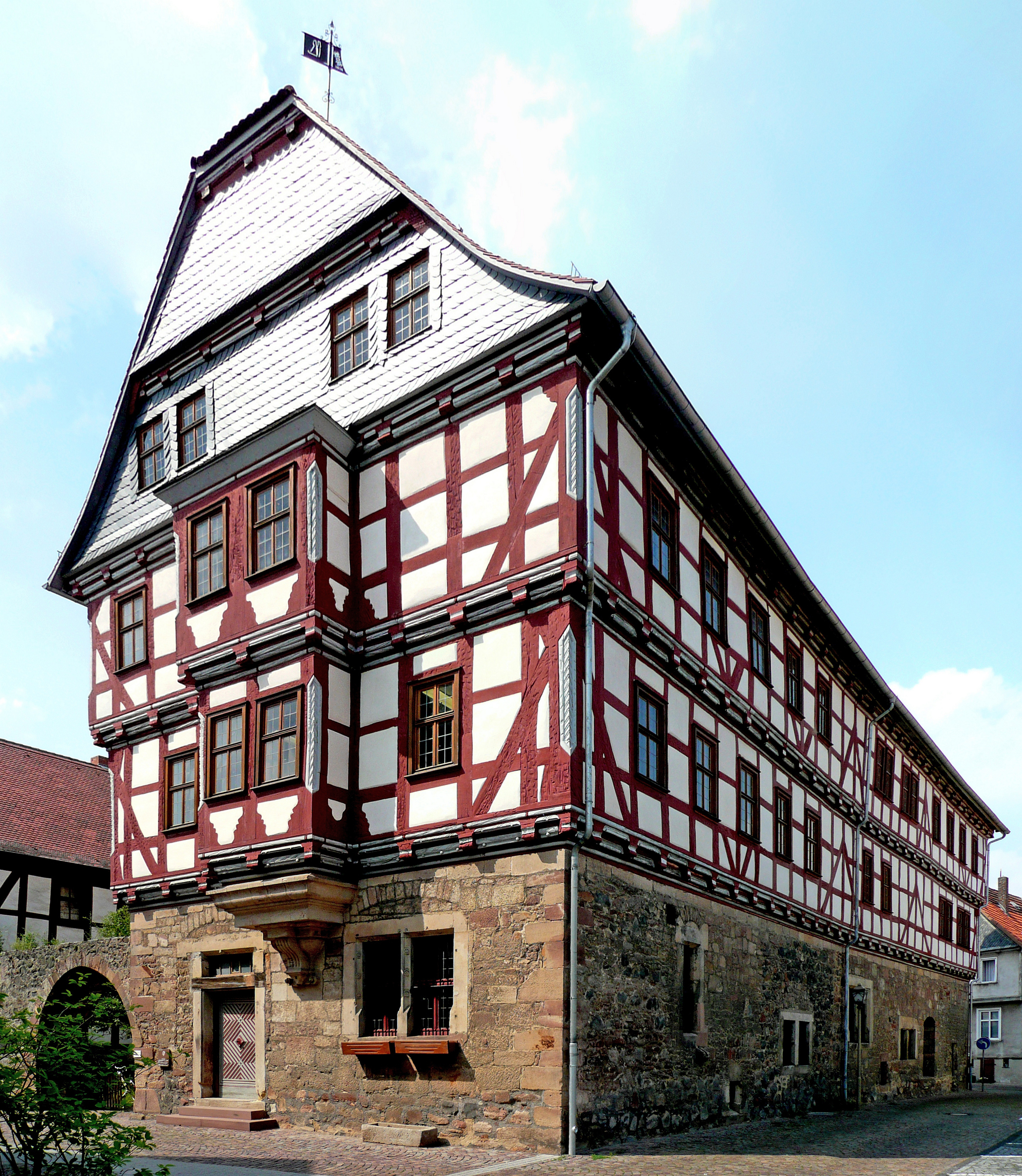
Svatební dům
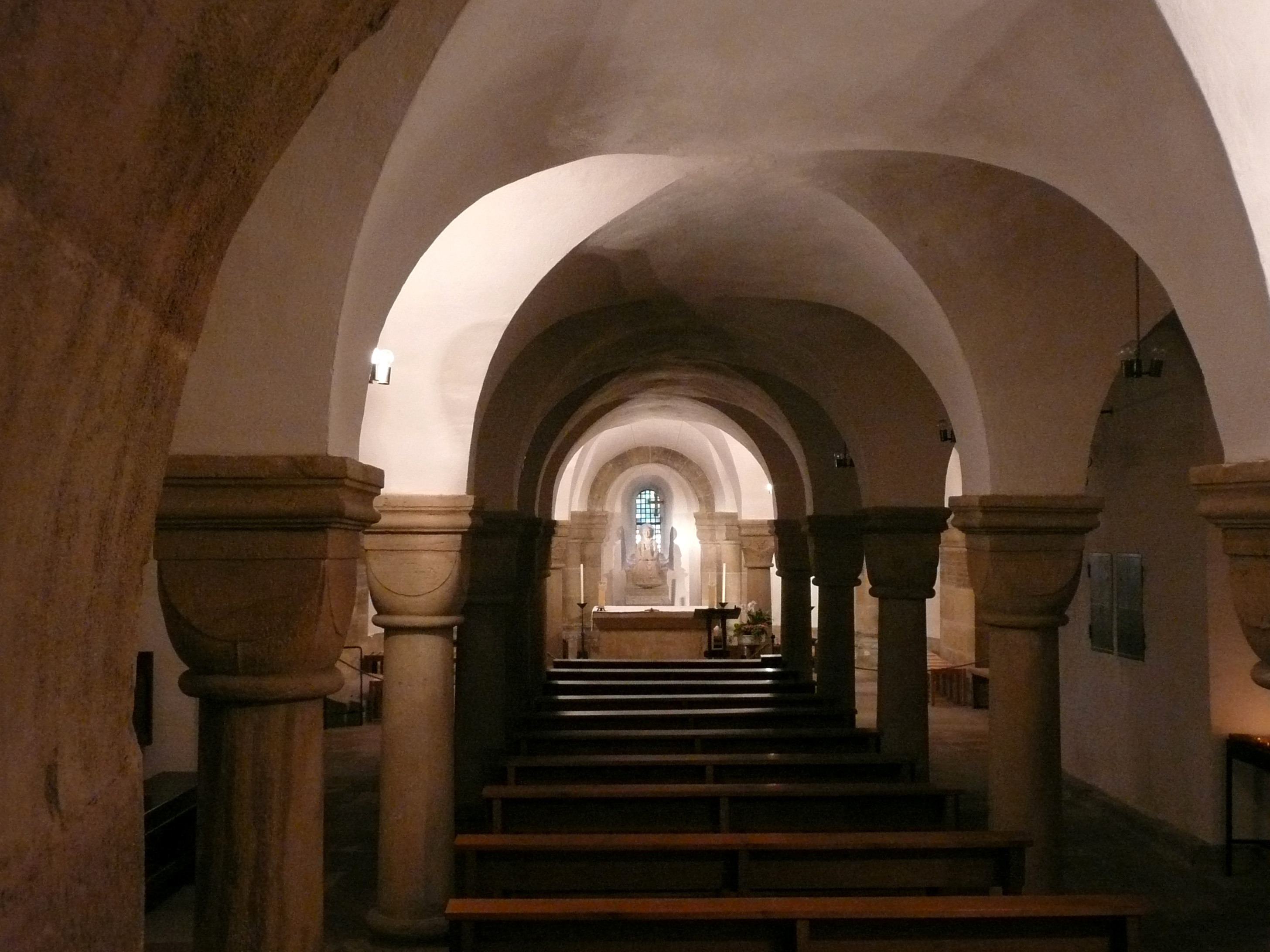
Dóm, krypta
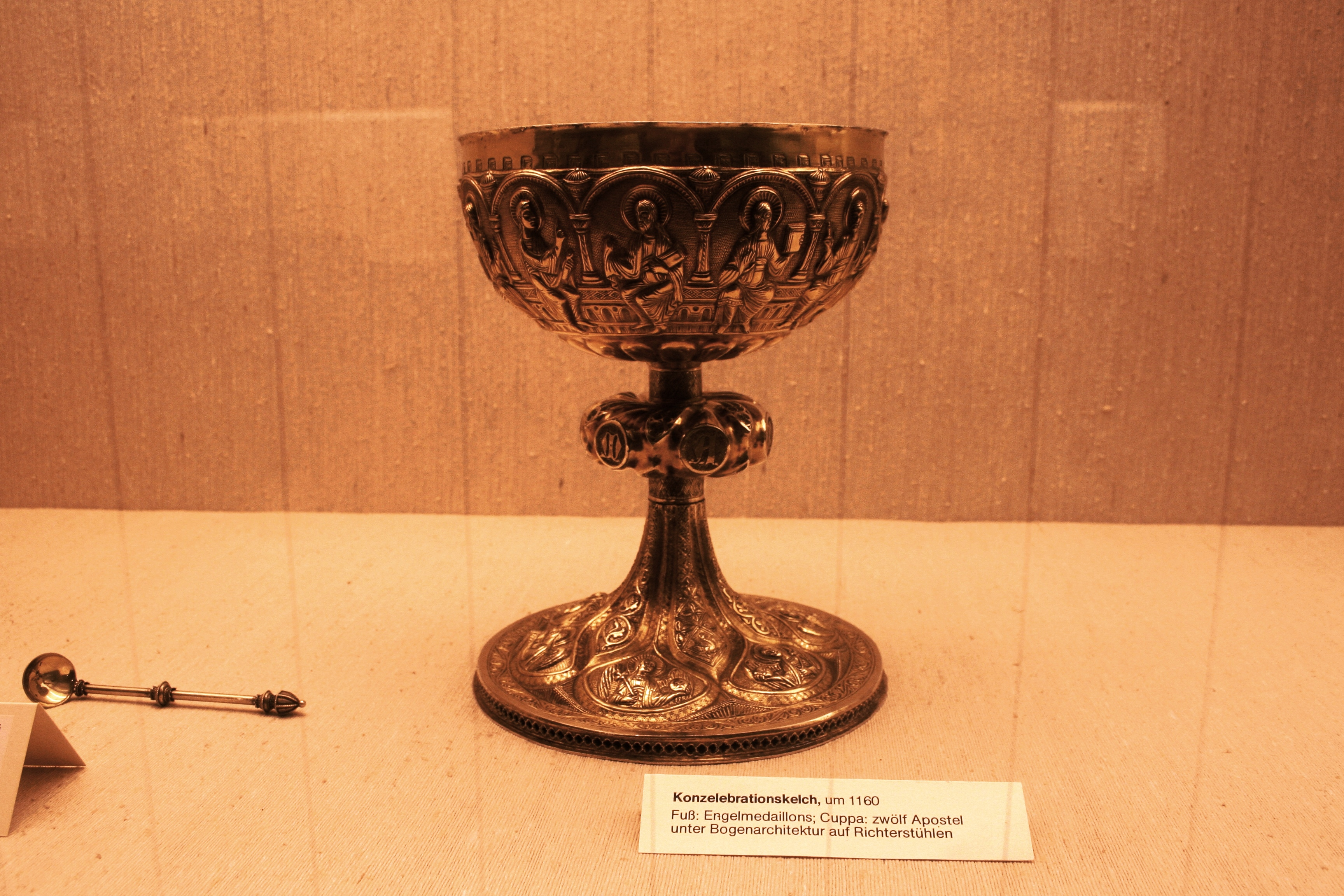
Kalich, kolem 1160
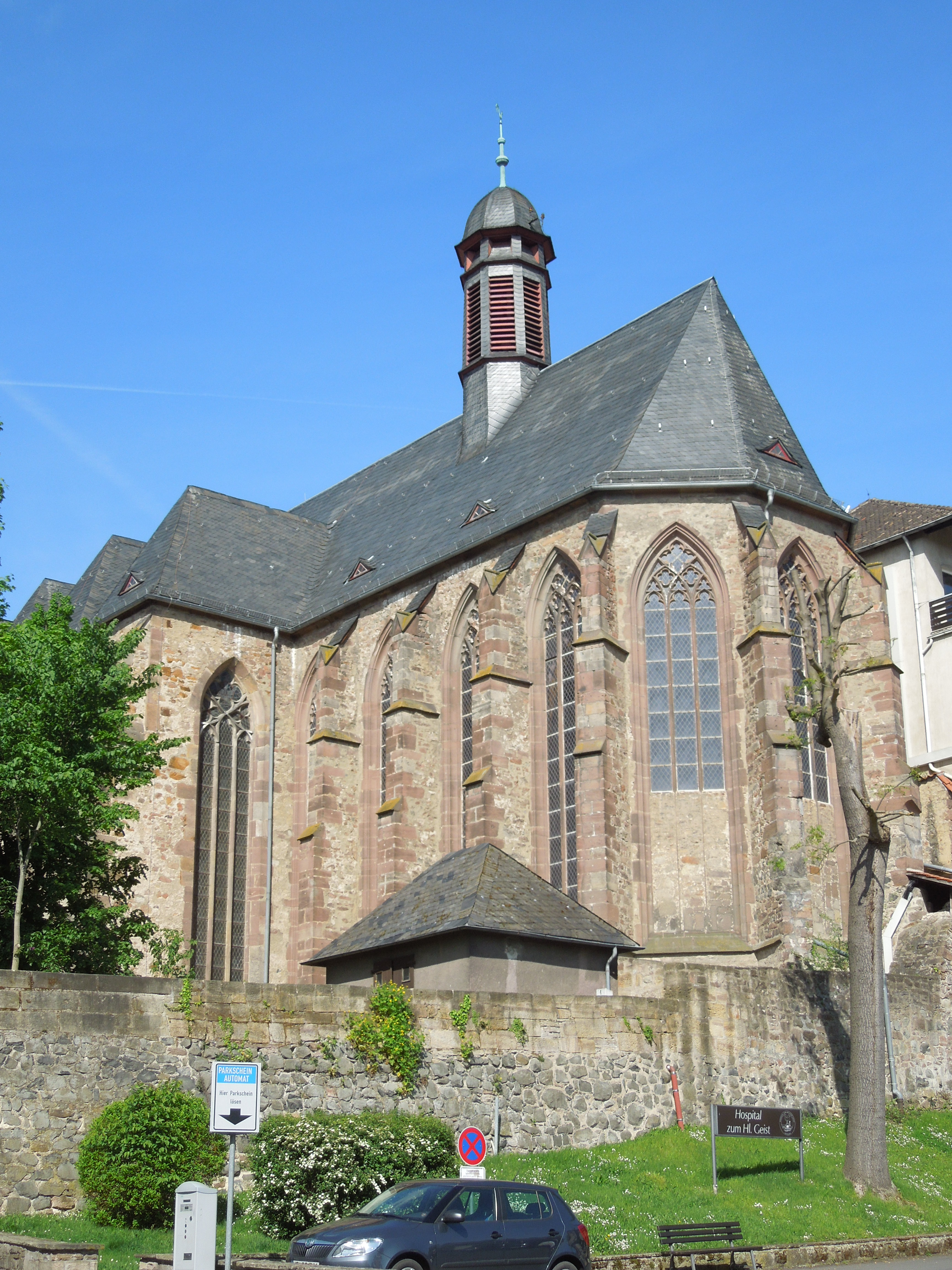
Městský (františkánský) kostel
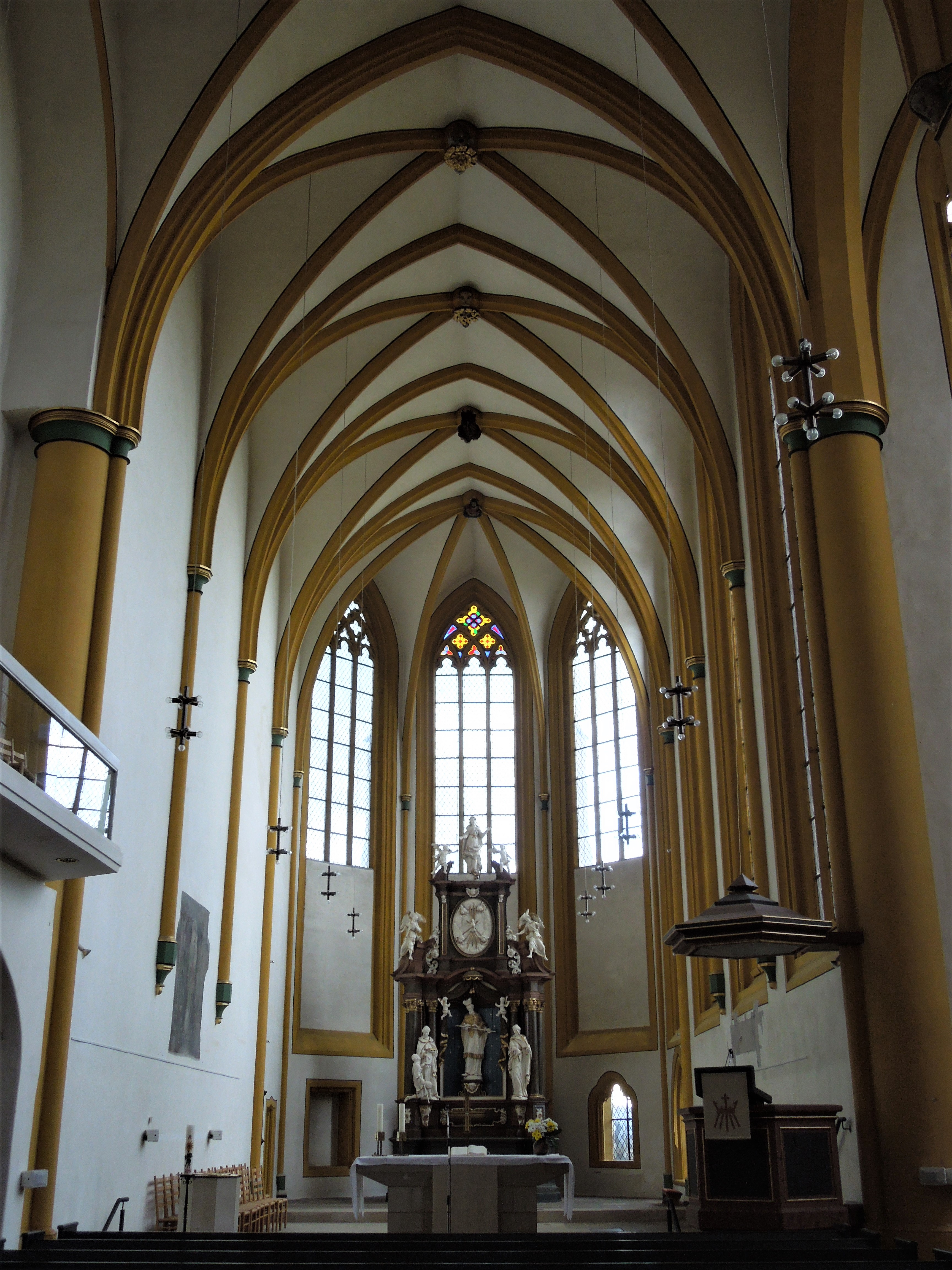
Vnitřek
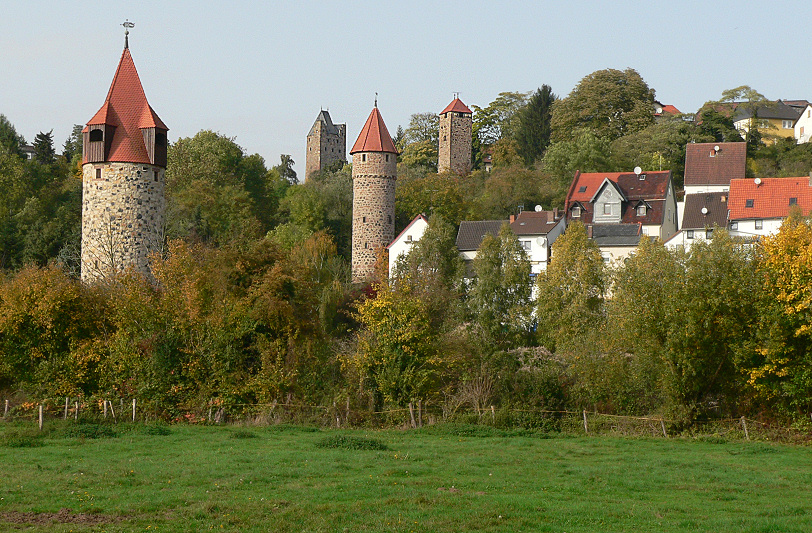
Hradební věže, v pozadí biskupský hrad